# Ordine della Repubblica (Sudan)
L'Ordine della Repubblica del Sudan è un'onorificenza sudanese.
L'insegna è costituita da una stella d'argento raggiata a 12 punte, che porta al centro una stella più piccola con 12 punte colorate, che circonda un medaglione rotondo con scritta in arabo e bordo smaltato di bianco. Il nastro è viola con strisce gialle.